# Ctenucha peruviana
Ctenucha peruviana är en fjärilsart som beskrevs av Max Wilhelm Karl Draudt 1915. Ctenucha peruviana ingår i släktet Ctenucha och familjen björnspinnare. Inga underarter finns listade i Catalogue of Life.